# 江滨农场
江滨农场是位于中华人民共和国黑龙江省鹤岗市萝北县的一个国有农场，隶属于黑龙江省农垦宝泉岭管理局。所在区域，列为萝北县的一个类似乡级单位。
江滨农场建立于1956年，因其濒临黑龙江而得名。位于萝北县东北端，东隔向阳总干渠与绥滨农场为界，南和军川农场毗邻，西同名山农场相接，西北连肇兴乡，东北抵黑龙江南岸。人口1.7万，拥有30万亩耕地。

## 行政区划
江滨农场下辖以下单位：
江滨场直社区、江滨农场第一管理区、江滨农场第二管理区、江滨农场第三管理区和江滨农场第四管理区。